# Ailill mac Slánuill
Ailill ou Oiliol mac Slánuill , fils de Slánoll, est selon les légendes médiévales et la tradition pseudo historique irlandaise un Ard ri Erenn.

## Règne
Ailill prend le pouvoir après avoir tué son cousin Berngal. Il règne pendant 12 15 ou 16 ans selon les diverses versions du Lebor Gabála Érenn (Geoffrey Keating et les Annales des quatre maîtres  s'accordent sur un règne de 16 ans avant qu'il ne soit tué par  Sírna Sáeglach, un arrière petit-fils de Rothechtaid mac Main. Le Lebor Gabála synchronise son règne avec celui de  Déjocès  sur les Mèdes (vers 694-665 av. J.-C. ). La chronologie de Keating Foras Feasa ar Éirinn lui assigne comme dates 831-815 av. J.-C. , et les  Annales des quatre maîtres de 1197-1181 av. J.-C. .

## Source
- (en) Cet article est partiellement ou en totalité issu de l’article de Wikipédia en anglais intitulé « Fínnachta » (voir la liste des auteurs), édition du 10 avril 2012.